# Santa Cecilia (Tabasco)
Santa Cecilia es una localidad del municipio de Huimanguillo ubicado en la subregión de la Chontalpa del estado mexicano de Tabasco.

## Geografía
La localidad de Santa Cecilia se sitúa en las coordenadas geográficas 17°39′52″N 93°21′39″O / 17.664444, -93.360833, a una elevación de 42 metros sobre el nivel del mar.

## Demografía
Según el Conteo de Población y Vivienda 2020, efectuado por el Instituto Nacional de Estadística y Geografía, la localidad de Santa Cecilia tiene 95 habitantes, de los cuales 47 son del sexo masculino y 48 del sexo femenino. Su tasa de fecundidad es de 2.62 hijos por mujer y tiene 26 viviendas particulares habitadas.
| Gráfica de evolución demográfica de Santa Cecilia entre 2005 y 2020 |
|                                                                     |
| INEGI.                                                              |